# Katholieke Kerk in Zuid-Korea

Zuid-Korea

De Katholieke Kerk in Zuid-Korea maakt deel uit van de wereldwijde Katholieke Kerk, onder het geestelijk leiderschap van de paus en de curie in Vaticaanstad. Daar waar in 1960 slechts 0,5 % van de Zuid-Koreaanse bevolking katholiek was, was in 2005 11 % van de bevolking katholiek. In het aartsbisdom Seoul wonen procentueel gezien de meeste katholieken (27 %).
Apostolisch nuntius voor Zuid-Korea is sinds 2 maart 2024 aartsbisschop Giovanni Gaspari, die tevens nuntius is voor Mongolië.

## Geschiedenis

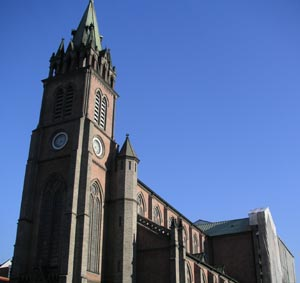
Myeongdongkathedraal, in Seoel

De kerstening van Korea begon in 1780. In 1839 resulteerden religieuze vervolgingen in de dood van 130 christenen. In 1866 werden 5 Franse priesters (waaronder de H. Siméon Berneux) en ongeveer 8000 katholieke bekeerlingen geëxecuteerd. Na de Koreaanse Oorlog (1950 - 1953) hielpen missionarissen bij de opbouw van het verwoeste land.
Paus Franciscus bracht van 14 tot en met 18 augustus 2014 een bezoek aan Zuid-Korea. Hij bezocht er onder meer de Aziatische Jongerendagen, die er in het Zuid-Koreaanse bisdom Daejeon plaatsvonden.

## Bestuurlijke organisatie

Bisdommen in Korea

Het Zuid-Koreaans grondgebied is bestuurlijk opgedeeld in 15 bisdommen (3 aartsbisdommen en 12 suffragane bisdommen).
De aartsbisdommen in Korea zijn:
1. Kerkprovincie Daegu:
  1. Aartsbisdom Daegu
  2. Bisdom Andong
  3. Bisdom Cheongju
  4. Bisdom Masan
  5. Bisdom Pusan
2. Kerkprovincie Kwangju:
  1. Aartsbisdom Kwangju
  2. Bisdom Cheju
  3. Bisdom Jeonju
3. Kerkprovincie Seoul:
  1. Aartsbisdom Seoul
  2. Bisdom Chuncheon
  3. Bisdom Daejeon
  4. Bisdom Hamhung (Noord-Korea)
  5. Bisdom Incheon
  6. Bisdom Pyongyang (Noord-Korea)
  7. Bisdom Suwon
  8. Bisdom Uijongbu
  9. Bisdom Wonju
4. Overig:
  1. Militair ordinariaat

Afghanistan · Armenië · Azerbeidzjan · Bahrein · Bangladesh · Bhutan · Brunei · Cambodja · China · Filipijnen · Georgië · India · Indonesië · Irak · Iran · Israël · Japan · Jemen · Jordanië · Kazachstan · Kirgizië · Koeweit · Laos · Libanon · Maldiven · Maleisië · Mongolië · Myanmar · Nepal · Noord-Korea · Oezbekistan · Oman · Oost-Timor · Pakistan · Qatar · Rusland · Saoedi-Arabië · Singapore · Sri Lanka · Syrië · Tadzjikistan · Thailand · Turkije · Turkmenistan · Verenigde Arabische Emiraten · Vietnam · Zuid-Korea
Overige gebieden: Hongkong · Macau